# Maria Zuber
Maria T. Zuber (Norristown, 27 de junho de 1958) é uma astrônoma estadunidense.
Zuber é membro das sociedades:
- União de Geofísica dos Estados Unidos
- Associação Americana para o Avanço da Ciência
- American Astronomical Society, Division for Planetary Sciences
- American Astronautical Society
- Sociedade Geológica da América

## Honrarias e condecorações
Zuber recebeu a Medalha NASA por Serviço Público de Destaque de 2004. Recebeu o Prêmio Gerard P. Kuiper de 2019.

## Publications
- Lista de publicações (pdf)